# Muhammad ibn al-Kasim (wezyr)
Muhammad ibn al-Kasim (arab. ‏محمد بن القاسم‎) – urzędnik kalifatu Abbasydów, pełniący funkcję wezyra od lipca do października 933 roku za czasów kalifatu kalifa Al-Kahira.

## Biografia
Muhammad pochodzi z rodziny chrześcijańskiej rodziny nestoriańskiego pochodzenia. Jego rodzina służyła kalifom za czasów Umajjadów. Sulajman ibn Wahb (pradziadek), Ubajd Allah ibn Sulajman (dziadek), Al-Kasim ibn Ubajd Allah (ojciec) i Al-Husajn ibn al-Kasim (brat) pełnili funkcję wezyrów.
Za zdradę stanu Ibn Mukla został zmuszony do opuszczenia stolicy. Muhammad został mianowany jego następcą w roli wezyra.